# Serra dels Plans (Maldà)
|  | Aquest article tracta sobre la Serra dels Plans de Maldà. Vegeu-ne altres significats a «Serra dels Plans». |

La Serra dels Plans és una serra situada al municipi de Maldà a la comarca de l'Urgell, amb una elevació màxima de 482 metres.